# Colette Guillaumin
Pour les articles homonymes, voir Guillaumin.
Colette Guillaumin, née le 28 janvier 1934 à Thiers et morte le 10 mai 2017 dans le 6e arrondissement de Lyon, est une sociologue française et une militante antiraciste et féministe. Elle est une théoricienne importante des mécanismes du racisme, du sexisme et des rapports de domination. Elle est aussi une figure importante du féminisme matérialiste.
Elle a participé à la fondation de la revue Questions féministes, et est également une des cofondatrices de la revue Le genre humain.
Guillaumin propose une analyse en termes de construction sociale du genre. Ses théories recoupent celles des féministes radicales et posent les jalons de la critique du genre.

## Biographie
Colette Guillaumin naît le 28 janvier 1934 à Thiers,, en France. Elle suit ses études à Paris en ethnologie et psychologie. Elle enseigne de façon sporadique en France et au Canada. Elle entre au Centre national de la recherche scientifique (CNRS) en 1959, dans un premier temps en tant que technicienne puis à partir de 1962 en tant que chercheuse. En 1969, elle soutient une thèse de doctorat, dirigée par Roger Bastide et intitulée Un aspect de l'altérité sociale. L'idéologie raciste,. Docteure en sociologie, Guillaumin est, à partir de 1969, chargée de recherche au CNRS, sans rattachement à une unité de recherche de l'institution.
Entre 1969 et 1972, elle participe au Laboratoire de sociologie de la dominance avec Nicole-Claude Mathieu, Colette Capitan et Jacques Jenny.
Elle fait donc d'abord des recherches sur le racisme : à la suite de Frantz Fanon, elle souligne l'infériorisation des non-blancs, et la hiérarchisation des personnes suivant leurs caractéristiques biologiques. Elle est l'une des premières dans l'étude du racisme à avancer que la notion de « race » n'a aucune valeur scientifique, ne renvoie à aucune réalité naturelle et que c'est un mode de classement arbitraire. Elle a notamment travaillé à démonter les discours naturalisants et essentialistes qui légitiment les discriminations.
En 1972, les résultats de sa thèse sont publiés aux éditions Mouton sous le titre L'Idéologie raciste, genèse et langage actuel, ouvrage qui sera réédité en 2002 chez Gallimard. Guillaumin y analyse le racisme comme un fait social, et y développe le concept de racisation déjà évoqué dans des études antérieures. Selon Naudier et Soriano, ce livre (son unique ouvrage, mais qui représente aussi le cœur de sa réflexion) aurait dû marquer l'histoire de l'émergence des études sur les rapports sociaux de race en France, mais ce tournant ne s'opéra pas.
Dès la fin des années 1960, Guillaumin s'intéresse au féminisme. En 1972, on retrouve déjà dans L'idéologie raciste des analogies entre les notions de race et de sexe. Elle fait partie du groupe de féministes qui ont fondé la revue Questions féministes en 1977 (bien qu'elle ne figure pas dans le comité de rédaction qui inaugure la revue), qui est la source et l'organe de publication du féminisme matérialiste. Elle y côtoie notamment Christine Delphy, Monique Wittig, Nicole-Claude Mathieu, Paola Tabet, Monique Plaza et Emmanuèle de Lesseps. En 1978, elle y publie un important article, Pratique du pouvoir et idée de nature (en deux parties), qui théorise l'appropriation des femmes à travers les rapports sociaux matériels et l'idéologie naturaliste . Elle fait le parallèle entre le racisme et le sexisme, et donne le nom de « sexage » à l'appropriation d'une classe de sexe par une autre.
Sur le terrain, Guillaumin a écrit plusieurs textes pour le Mouvement contre le racisme et pour l'amitié entre les peuples (MRAP) et s'est également impliquée dans des groupes féministes se situant dans la continuité de Mai 68.
Guillaumin a tenu un séminaire à l'Université de Montréal au cours des années 1980.
En 1992, un recueil, Sexe, Race et Pratique du pouvoir, reprend les articles publiés dans les revues Sociologie et sociétés (Université de Montréal) ou Le Genre humain dont elle est la cofondatrice en 1981,. Elle écrit également dans la revue Sexe et race (Université de Paris 7). Le terme « sexage » qu'elle crée est repris notamment par Michèle Causse, Danielle Juteau, Nicole Laurin et par Jules Falquet. Un « femmage » est rendu à Colette Guillaumin en mai 2005 lors de journées d'études d'EFiGiES à l'IRESCO (« Le genre au croisement d'autres rapports de pouvoir »),.
Elle meurt le 10 mai 2017 à Lyon.

## Apports théoriques

### Racisé
Selon l’auteur Eric Soriano, la sociologue Colette Guillaumin, au début de sa recherche à l’égard du racisme, expliquait que le racisme avait lieu entre une minorité contre une majorité (une majorité étant un représentant d’une plus grosse proportion de populations). La sociologue expliquait que les confrontations présentes entre les deux groupes touchaient plus la société minoritaire puisqu’il représentait une proportion assez faible dans la société. En 1986, elle emploie un nouveau terme « groupe minoritaire », car elle dénonçait que ce n’est pas une minorité qui est victime du racisme, mais plutôt plusieurs individus de la même minorité subissaient le même traitement. Ensuite, elle parlait de « situation minoritaire » où elle disait que le racisme était présent sous plusieurs formes différentes, mais la plus commune était le racisme contre un groupe minoritaire spécifique : les Juifs, les Noirs, les Indiens. Cela étant, elle explique que le racisme contre le groupe minoritaire est dû à une mauvaise situation de prospérité et le fait de vivre dans une situation de dépendance (vivre avec le besoin d’aide de quelqu’un). En d’autres mots, le groupe majoritaire subissait vraiment moins de racisme comparé au groupe minoritaire, car leur manière de vivre était plus prospère et vivait une vie qui est indépendante (sans besoin d’aide de quelqu’un). Dans son ouvrage L'idéologie raciste, genèse et langage actuel, Colette Guillaumin est la première personne à introduire le terme Racisé, afin de décrire les processus culturels et sociaux susceptibles d'assigner une personne à un groupe minoritaire en fonction de ce que des groupes majoritaires perçoivent d'elle (couleur de peau, religion, sexualité, ...), et ce, indépendamment de ce que cette personne est vraiment. Des discriminations découlent souvent de cette assignation à un groupe minoritaire.

Quand on refait le parcours de Guillaumin, alors qu’elle effectue des études en psychologie et en ethnographie, à la Sorbonne dans les années 50, on comprend mieux sa démarche. Elle y rencontre quelques années plus tard Nicole-Claude Mathieu et Noelle Bisseret et contribue avec elles à l’ouvrage collectif intitulé : La femme dans sa société. Son image dans différents milieux sociaux. C’est aussi à cette époque qu’elle s’intéresse à la race et au racisme et publie sur ces propos. Sujet de sa thèse en 1969, le racisme est peu discuté en France à ce moment-là. 
Pour Guillaumin, c’est dans les rapports de domination et d’appropriation qu’on trouve la base du racisme. Poussant plus loin sa réflexion, elle étend le concept du racisme aux rapports de forces pouvant exister entre des groupes de dominants et de dominés. Par exemple, les rapports entre colonisateurs et colonisés, étrangers et nationaux, mais aussi homme et femme; ce qui la conduit à créer la théorie du sexage.
La notion de sexage réfère au rapport social par lequel la classe des hommes s’approprie, domine et exploite la classe des femmes. Le rapport de sexage se différencie du rapport de classe en ce qu’il repose sur une appropriation physique, c’est-à-dire que la classe des hommes s’approprie les corps de la classe des femmes en tant « [qu’] unité matérielle productrice de force de travail » et non pas seulement leur force de travail comme c’est le cas pour les prolétaires. Dans un contexte sociopolitique où l’analyse des rapports d’exploitation s’appuie principalement sur la théorie marxiste, Guillaumin montre que l’idée selon laquelle « la force de travail [est] l’ultime chose dont on dispose pour vivre est inadéquate pour la classe entière des femmes ». La spécificité du rapport d’exploitation qui produit les classes de sexe est qu’il n’existe « aucune sorte de mesure à l’accaparement de la force de travail […]. Le corps est un réservoir de force de travail, et c’est en tant que tel qu’il est approprié. Ce n’est pas la force de travail, distincte de son support/producteur en tant qu’elle peut être mesurée en ‘quantités’ (de temps, d’argent, de tâches) qui est accaparée, mais son origine : la machine-à-force-de-travail. ». Par exemple, il n’y a dans le mariage, forme privée du rapport d’appropriation, aucune limitation prévue à l’emploi de l’épouse en termes de temps, de tâches, du nombre d’enfants à délivrer, etc. Il en est de même du travail domestique, que les femmes prennent encore massivement en charge, qui ne peut se mesurer : il n’y a pas de « punch-in » ni de « punch-out », mais bien une diversité de tâches qui peuvent survenir à tous instants et qui demandent une disponibilité permanente. Les auteurs Maira Abreu, Jules Falquet, Dominique Fougeyrollas-Schwebel, Camille Noûs expliquent que le concept de Colette Guillaumin avait comme but de dénoncer tous les mérites importants et significatifs qui donnaient une grande importance aux femmes de la société, mais aussi de dénoncer les gestes qui étaient une preuve d’injustice contre elles. Selon Colette Guillaumin, un des mérites très importants étaient l’appropriation du corps de la femme, car on regardait seulement l’apparence chez une femme et avec le concept de sexage on arrêtait l'appropriation et on allait découvrir le côté personnalité de la femme. Valoriser le fruit de leur travail, car la société glorifiait toujours le travail de l’homme et ne voyait pas le bien qu’une femme faisait. Enfin, une caractéristique importante à dénoncer était l’injustice politique : l’écart salarial entre un homme et une femme, le confinement à la maison et surtout la contrainte sexuelle.
Les expressions plus particulières du rapport de sexage sont : l’appropriation du temps, l’appropriation des produits du corps, l’obligation sexuelle, la charge physique des membres invalides du groupe (enfants, vieillards, malades, infirmes) et des membres valides de sexe mâle.
L'ouvrage Sexe, Race et pratique du pouvoir de la sociologue Colette Guillaumin, d'après Danielle Juteau, porte sur deux objets, le sexe et la race. L'ouvrage souligne avant toute l'unité et la cohésion d'une pensée visant à déterrer, découvrir, déchiffrer, découvrir, déstabiliser, et pourquoi pas, détruire les rapports de domination. L'unité et la cohésion, ainsi que l'interpénétration des deux objets analytiques. Si les travaux de Guillaumin sur les rapports de sexe s’appuient sur ses réflexions et sur ce qu'on appelle les rapports sociaux alors, ceux qui s'occupent du concept de la race sont en quelque sorte ancrés dans les relations sexuelles et en particulier dans le statut de la minorité féminine. L'idée que la nature est une pratique de puissance entraîne la transformation des traits physiques arbitraires comme le sexe, la couleur de la peau en tant qu'indices d'importance sociale au cœur d'un système de classification hiérarchisé. La démarche retenue la conduira ainsi à déconstruire les notions de race et de sexe.
Dans un article de la revue sociologie et sociétés sur la pensée de Colette Guillaumin, le lien entre ses travaux sur le racisme et sa théorisation des classes de sexe apparaît ici clairement : elle pense à l'appropriation et non à l'exploitation, un rapport, dont les formes diffèrent sur le plan historique et la face idéologique discursive-la face mentale réduite par les agents adéquats à l'état des choses (Guillaumin, 1978 b). Une étude qui, autrement dit, les naturalise. Et ce naturalisme est décrit comme raciste ou sexiste. Quand on lui a demandé comment elle avait formulé ces rapports, elle a dit qu'il s'agissait du même rapport, ce qui se réfère à sa conception du travail comme une structure ontologique, qui est considéré comme constituant de l'être humain en tant que sujets. Si l'idée d'une oppression spécifique des femmes par les hommes suscite la controverse en particulier dans les milieux marxistes puis parmi les Afro-américains, la notion de classes sexe soulève encore plus de résistance parmi les activistes académiques et non académiques.

## Contributions
Colette Guillaumin laisse derrière elle une base de réflexions innovatrices, mais surtout de nombreuses pistes de recherche qui permettront de faire avancer les mentalités. Plusieurs anthropologues, sociologues et philosophes s’intéressent à partir de ses analyses aux dynamiques des rapports de pouvoirs qu’on retrouve encore aujourd’hui en thème central des débats féministes, antiracistes et décoloniaux.
C’est le cas de la revue Cahiers de recherche sociologique, qui a lancé en 2020 un appel de texte dans le but de « redécouvrir la puissance critique d’une analyse matérialiste de la Race et du Sexe; une analyse politiquement située (Guillaumin, 1981) rendant non seulement compte de leur parenté structurelle et de leur lien organique (Guillaumin [1998], 2017) mais aussi et surtout de leur caractère transitoire : une percée incommensurable pour les sciences sociales restée largement ignorée et encore non dépassée.» Dans ce numéro spécial de la revue du département de sociologie de l’UQAM, les éditrices Elsa Galerand, Danielle Juteau et Linda Pietrantonio se penchent sur les méthodes de travail de la sociologue en prenant compte de plusieurs aspects importants de ses recherches tels que le contexte politique dans lequel elle a évolué, les implications épistémologiques de sa théorie matérialiste ou encore sa capacité à mettre en relation les dimensions matérielles et idéelles des rapports de pouvoirs. Cette édition veut aussi contribuer aux débats épistémologiques qui servent de base aux conceptualisations du sexe et de la race par rapport à l’héritage marxien. Finalement, ce numéro veut contribuer à la recherche sur les rapports de pouvoirs entretenus dans certaines relations en interrogeant les mentalités et l’implication de ces relations,. Ceci n’est qu’un exemple parmi tant d’autres des pistes de recherches qu’ont générées les recherches et les publications de Colette Guillaumin.

## Ouvrages
- L'Idéologie raciste, genèse et langage actuel, Paris/La Haye, Mouton, 1972, 243p. Réédition : Gallimard, Coll. Folio essais (no 410), 2002, 384 p.  (ISBN 2070422305).
- Sexe, Race et Pratique du pouvoir. L’idée de Nature, Paris, Côté-femmes, 1992, 239 p. Réédition: Éditions iXe, 2016, 240 p.,  (ISBN 9791090062313)

- (en) Racism, Sexism, Power and Ideology, Londres, Routledge, 1995, 300 p.  (ISBN 0415093856).